# محسن قانع بصیری

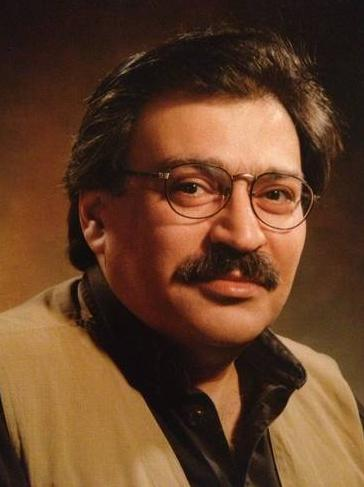
نظریه‌پرداز

محسن قانع بصیری (۱۳۲۸–۱۳۹۶تهران) معرفت‌شناس، شیمی‌دان، نویسنده و نظریه‌پرداز در زمینه‌های اقتصاد، فرهنگ، هنر (سیبرنتیک)، تکنولوژی و مدیریت. وی سال‌ها سردبیر ماهنامه مدیریت بود و این پست را تا پایان زندگی حفظ کرد.
محسن قانع بصیری در تاریخ ۲۳ اردیبهشت ۱۳۹۶ بر اثر ایست قلبی در تهران درگذشت.

## تحصیلات
محسن قانع بصیری تحصیلات ابتدایی و متوسطهٔ خود را در مدرسه ناصرخسرو، دبیرستان دارالفنون و دبیرستان علمیه تهران به پایان رساند. او در رشتهٔ شیمی از دانشگاه تهران فارغ‌التحصیل شد و برای ادامهٔ تحصیل در این رشته به دانشگاه جیورجیا در ایالات متحده آمریکا رفت. او در سال ۱۳۵۸ تصمیم گرفت به ایران برگردد. او سپس در حوزه‌های مختلف مدیریتی و پژوهشی مشغول به کار و تألیف شد.

## میراث فکری و نظری
مسائل مربوط به توسعه، به ویژه رابطهٔ میان توسعه با سیاست، اقتصاد و فرهنگ، همواره از اصلی‌ترین دغدغه‌های محسن قانع بصیری بوده‌است. او در آثار خود از ضرورت صورت‌بندی نظری رابطهٔ میان فرهنگ با صنعت سخن به میان می‌آورد و نگاه صرفاً سیاسی - اقتصادی به توسعه و تکنولوژی را مورد نقد قرار می‌دهد. مباحثی هم‌چون «خلاقیت در سازمان‌های کار»، «توسعهٔ مناسبات انسانی در سازمان‌های کار»، «دموکراتیک شدن روابط میان نیروهای کار با بدنهٔ مدیریتی»، و هم‌چنین ضرورت «پژوهش انتقادی» در درون سازمان‌های کار، از جمله موضوعاتی هستند که او با اتکا به نگاه نظری خود دربارهٔ رابطهٔ میان صنعت و فرهنگ، به آن‌ها پرداخته‌است.
نظریه تعادلات سه جزیی قانع بصیری بر مبنای دو تئوری تدوین گردیده‌است: ۱- رابطهٔ معکوس بین آگاهی و جرم و انرژی ۲- اصل نسبت آگاهی، مبنی بر این‌که میزان اطلاعات رسیده به سیستم، مدام موجب کاهش نسبت آگاهی در سیستم می‌شود، ازاین‌رو همهٔ سیستم‌ها دچار قانون «افت کیفیت» می‌شوند. این نظریه، در حوزه‌های جامعه‌شناسی، شناخت‌شناسی (اپیستمولوژی) و مهم‌تر از آن، در رابطه میان تکنولوژی و فرهنگ، تعریف شده‌است. این تئوری سعی دارد مناسبات و برهم‌کنش میان سیاست، اقتصاد و فرهنگ را در جامعه تبیین کند، تا آن‌که صرفاً اقتصاد و سیاست را در نسبت با یکدیگر ببیند.
از جمله دیگر نظریه‌های او می‌توان به نظریهٔ «سازه‌های میانی» در موسیقی، و نیز نظریهٔ «تمدن‌های چهارگانه: آب، باد، خاک و آتش» که در کتاب «تاریخ تحلیلی صنعت در ایران» تبیین شده‌است، اشاره کرد.

## فعالیت در نشریات
قانع بصیری ماهنامه کیمیا، نخستین نشریهٔ تخصصی پتروشیمی را در سال‌های بعد از انقلاب به راه انداخت. باوجود بعد تخصصی آن، ماهنامهٔ کیمیا به واسطهٔ شکل نوین خود و نحوهٔ ارایهٔ مطالب تحلیلی و انتقادی، به سرعت جای خود را در جامعه باز کرد و از نظر اهل فرهنگ و اهل علم به عنوان نشریه‌ای متفاوت و حرفه‌ای شناخته شد.
قانع بصیری بیش از پانصد مقاله در نشریات مختلف از جمله ایران، گزارش، صنعت لاستیک ایران، صنعت پلاستیک، آریانا گردشگر و کیمیا به چاپ رسانده‌است.
او سردبیری ماهنامهٔ «مدیریت» و مجلهٔ «آریانا گردشگر» را - که تا شماره ۱۳ با نام «صاعقه» منتشر می‌شده‌است - به عهده داشته‌است.

## آثار
- جهان انسانی، انسان جهانی، تهران، نشر بازتاب اندیشه، ۱۳۸۳
- از اطلاعات تا آگاهی (نظریه تعادلات سه جزیی)، تهران، نشر بازتاب اندیشه، ۱۳۸۳
- سیری در اقتصاد معاصر، همراه با عباس قانع بصیری، تهران، نشر فرزان، ۱۳۸۷
- پرسشی از هایدگر: تکنولوژی چیست؟، تهران، نشر پایان، ۱۳۸۸
- مارکس و تکنولوژی، تهران، نشر پایان، ۱۳۸۹
- غرب زدگی، بسته‌بندی نوستالژیک تاریخی، نشر قطره، ۱۳۹۴
- کتاب جلوه‌ها و جنبه‌های دموکراسی، نشر قطره،
- تاریخ تحلیلی صنعت در ایران، دفتر پژوهش‌های فرهنگی، ۱۳۹۵

## وب سایت رسمی
وب سایت رسمی محسن قانع بصیری